# نانسي تايسون بوربدج
نانسي تايسون بوربدج (بالإنجليزية: Nancy Tyson Burbidge)‏، عالمة نباتات أستراليّة وقائمة على المجموعة العشبية/المَعشبة (عيّنات النباتات المستخدمة في الدراسات العمليّة). ولِدت في مدينة كليكهيتون في مقاطعة يوركشاير شمال شرق إنجلترا في (5 أغسطس/آب 1912م)، هاجر والدها ويليام بوربدج قِس انجليكاني إلى أستراليا في 1913 عندما عُيّن في أبرشيّة غرب أستراليا، تلقّت نانسي تعليمها في كاتانينغ (كوبيليا) بكنسية إنجلترا للبنات التي أسستها أمها نانسي إلينور.
تخرجت من مدرسة بانبري الثانوية عام 1922م لتكمل دراستها بعد ذلك في جامعة أستراليا الغربية وتنال شهادة البكالوريوس عام 1937م، بعدئذ تلّقت جائزة للسفر إلى إنجلترا حيث قضت 18 شهرًا في الحدائق النباتية الملكية في كيو. عملت أثناء وجودها هناك على تنقيح أحد أجناس الأعشاب الأسترالية (Enneapogon). عندما عادت نانسي إلى أستراليا، تابعت دراستها للنباتات الأسترالية من خلال جامعتها التي نالت فيها درجة الماجستير عام 1945م.
عُيّنت مهندسة زراعيّة عام 1943م في معهد وايت للأبحاث الزراعية في مدينة أديليد الأسترالية، حيث بدأت العمل على أنواع المراعي المحليّة في جنوب أستراليا القاحلة وشبه القاحلة، وعُيّنت في هيئة البحوث الأسترالية CSIRO في قسم صناعات النبات كعالمة نبات عام 1946م في كانبيرا، عملت نانسي في CSIRO على تنظيم وتوسيع المجموعة العشبية كعالمة باحثة أولًا وبعدها كقائمة على المجموعة العشبية. كانت مسؤولة عن وضع الأسس التي سترتكز عليها المجموعة العشبية الأسترالية ولاحقًا المجموعة العشبية الأسترالية الوطنيّة.
كتبت مفاتيح أنواع نبات الأوكالبتوس في جنوب أستراليا، لكنّها لم تكن متخصصة في الجنس ، مهنيًا؛ انعكس اهتمامها في علم النباتات خلال فترة عملها كأمينة في لجنة علم النبات التابعة للجمعية الأسترالية النيوزيلاندية للتقدم العملي بين عامي 1948م و 1952م، لتقوم من بعدها بتحرير أخبار المجموعة العشبية الأسترالية حتى عام 1953م. عندما أخذت إجازة لسنوات لتُصبح ضابطة اتصال النبات الأسترالي في معشبة حدائق كيو، عملت أثناءها على تصوير وفهرسة عينات النباتات الأسترالية، وصنع نسخ فيلم مصغّر من مذكّرات روبرت براون الخاصة بالمجموعة العشبية الأسترالية.
عام 1954م عادت نانسي إلى أستراليا وعندها بدأت الفترة الأكثر إنتاجية في حياتها المهنية، إذ كتبت ورقة بحثية شاملة عن «الجغرافية النباتية في المنطقة الأسترالية» ونُشرت في مجلة علم النبات الأسترالية عام 1960م، والتي ساهمت بمنحها جائزة DSc من قِبل جامعة أستراليا الغربية عام 1961م. نُشر قاموسها جنس النباتات الأسترالية عام 1963م، وأنهت دراستها على مجموعة نباتات نيكوتيانا، سيسبانيا، هيليكريسوم، وتضمنّت منشوراتها العديد من رسوماتها الشخصية. وبعد استقالتها من منصبها كقائمة على المجموعة العشبية، عملت على تطوير سلسلة مجموعة النباتات الأسترالية لتدير المشروع من 1973م وحتى 1977م.
إلى جانب كتبها، كتبت نانسي أكثر من 50 ورقة بحثيّة في الجغرافية النباتية، البيئة، التاريخ النباتي وأجناس النباتات الأسترالية، لتحصل في عام 1971م على ميدالية كلارك المُقدّمة من الجمعية الملكيّة في نيوساوث ويلز، ووسام أستراليا عام 1976م.
كانت نانسي مهتمّة بالحفاظ على النباتات، إذ كانت عضوًا مؤسسًا في الرابطة الوطنيّة للحدائق في إقليم العاصمة الأسترالية عام 1960م، وُعيّنت فيها رئيسًا لها لفترتين متتاليتين، وكانت بارزة في السعي لإنشاء حدائق وطنيّة، بما في ذلك محميّة Tidbinbilla الطبيعية، وحديقة Namadgi الوطنيّة؛ اللتين أٌنشئتا بعد وفاتها، وكانت عضوًا في الاتحاد النسائي الأسترالي في الجامعة، وشغلت منصب رئيس فرغ كانيبرا ورابطة نساء المحيط الهادئ وجنوب شرق آسيا في الفترة بين 1959م و 1961م، وأمينة دوليّة بين عامي 1961م و 1968م.
يتم إحياء ذكرى نانسي ومساهماتها في مذبح أمامي، حيث يتم إظهار نبات البانكاسيا وآكلات العسل، في كنسية سانت مايكل الأنجليكانيّة، في ماونت بليزنت في أستراليا الغربية، في مدرج تذكاريّ للحدائق النباتية الأستراليّة الوطنيّة في كانبيرا. سُمّيت نبتة الأكاسيا الأسترالية على اسمها وأيضًا قمّة مَحمية Namadgi على شرفها لتصبح جبل بوربدج.
تُقدّم سنويًا ميدالية نانسي ت. بوربدج من قِبل جمعيّة علماء النبات الأستراليين للمساهمة البارزة في العمل النباتي والتصنيفي في أستراليا.

## المنشورات
- التعريشة (The wattle) لأقليم العاصمة الكندية 1961م.
- معجم جنس النباتات الأسترالية: عاريات وكاسيات البذور 1963م LCCN 65-87091
- الأعشاب الأسترالية، مجلدان (1966م–1970م) ISBN 0-207-95263-9
- أدب تصنيف النبات في المكتبات الأسترالية (1978م) ISBN 0-643-00286-3